# 奇子
《奇子》是手塚治虫創作的日本漫畫作品，在小學館的杂志《Big Comic》上連載。有改編舞台劇、重製版漫畫的衍生作品。

## 故事大綱
日本社會在二次大戰後面臨巨大的變化，而位在日本鄉下淀山、具有數百年歷史的天外家族也不能倖免。天外家族由天外作右衛門當家做主，有妻子瑰子，長子市朗、長媳婦素枝、次子仁朗、長女志子、三子伺朗、次女奇子。另外還有數個分家和多位親戚。市朗為了謀取財產，任妻子被父親褻玩，奇子便是公媳亂倫生下的女兒。
1949年，仁朗在二戰後成為美軍特務，奉命執行棄屍任務，被遺棄的屍體是志子的男友、支持共產主義的江野。他棄屍後衣服沾了血，奇子和天外家佃農的女兒涼子無意間看到他在洗衣服，他便威脅涼子要保密。另一方面，國鐵總裁霜川在裁員後遇害身亡，手法和江野如出一轍，警官田沼便推測兩起案件有關。
在警方盤問時，奇子提到仁朗清洗血衣一事。之後作右衛門審問仁朗，仁朗編造了不在場證明，並聲稱自己和涼子有性關係，威脅要宣揚作右衛門和兒媳的亂倫關係，作右衛門和市朗雖然感到事有蹊蹺，但是為了名聲便不再追究。仁朗的上司發現他的任務出紕漏，便派人滅口，但仁朗未被擊敗。之後仁朗殺死涼子以絕後患，而奇子逃回家中，被天外家以患病為由關在地下室。家族召開會議，決定將她永遠囚禁在地下室，並聲稱她已死於肺炎。聰慧的伺朗對此不滿，他試圖追查真相，但沒能成功將線索交給田沼。不過田沼仍因此追查到江野的替身，並開始通緝仁朗。作右衛門的身體每況愈下，使天外家的大權掌握在市朗手中。被視為左派的志子遭逐出家門，而伺朗也屈服於市朗的威壓之下。
1956年，自奇子被囚已經過了七年，期間伺朗向她透露了她的生母，由於她每天唯一接觸的男人只有伺朗，於是兩人發展出亂倫關係。改名換姓的仁朗在韓戰期間從商致富，成為黑道老大，只有他的搭檔金城知道真實身分，而警務署搜查課長下田仍遵照田沼的遺願，鍥而不捨地追查。仁朗將賺到的錢寄給仍被囚在地窖的奇子，這些錢都由瑰子保管。
1961年，奇子年滿15歲時，雖然作右衛門仍未逝世，但家族按照他先前所託，宣讀他的遺囑。遺囑交代要把八成遺產交給奇子的生母，積怨已久的素枝在得到遺產後立刻離婚，在素枝準備帶奇子離開時，市朗將她殺害並聲稱素枝已經離家。過去曾替奇子造假病歷的醫師山崎知道奇子尚在人世，便進入地窖想騙取她的指紋，以此謀取財產，同時趁機想強暴奇子。伺朗把山崎趕跑後發現素枝的行李，推斷她凶多吉少，便決心帶奇子離開天外家族，但奇子擔心離開地窖會遭遇不測，無意離家。於是伺朗把地窖釘死，以免再有人入內害她，而食物和日用品則透過天窗輸送。伺朗形同獨佔奇子，使她宛如不食人間煙火的洋娃娃，即使是作右衛門的葬禮，奇子也沒有參加。
1971年，政府為了修築鐵路而徵收天外家的田地，伺朗把奇子偷偷帶出來後，地窖遭到拆除。奇子獲得仁朗寄來的鉅款，而伺朗也準備和她展開新生活，但奇子一心只想回到地窖。她躲進箱子裡後，利用寄錢信封上的地址，把自己送到仁朗的組織裡。仁朗對奇子百般照顧，也放任她自由活動。雖然伺朗找不到仁朗，但找到了仍試圖為江野復仇的志子。奇子外出時遇見下田的兒子波奈夫，她訴說自己被囚禁的經歷，並表示不知道自己是孩子或成人。對她而言，想成為成人就必須和人性交，而在她和波奈夫性交後，波奈夫分不清自己對奇子是喜歡還是同情。仁朗知情後認為自己有義務矯正她，便同意她和波奈夫交往，下田得知兒子的交往對象後，希望奇子出庭作證，指出殺死江野的兇手就是仁朗。
仁朗查出過去企圖殺自己滅口的幕後主使者是金城，在殺他報仇後，遭下田以殺人罪通緝。仁朗帶著奇子返回淀山，仁朗向志子表示自己並非殺江野的兇手，志子刺傷仁朗以示復仇。仁朗在山洞中躲避通緝並接受山崎治療，波奈夫、伺朗、奇子、市郎找到他後，伺朗把兄長們殺人的事開誠布公。就在各方激烈爭執時，伺朗引爆炸彈，將眾人都困在洞窟內，而伺朗自己也身亡。奇子大笑起來，因為這狹窄的洞窟就如同自己長年身處的地窖。許久之後，有人挖開崩塌的洞窟，只有奇子仍然活著，而她獲救之後不知去了哪裡，此後再無音訊。

## 創作
手塚治虫在《奇子》後記中提到，《奇子》原先是仿效杜斯妥也夫斯基的作品《卡拉馬助夫兄弟們》，以戰後為背景，描繪大家族中的各種人物，但太過寫實會流於堆砌，便加入許多超現實的成分，試圖以複雜的人物關係和糾葛彰顯出日本人的生命力。原先的故事規模更為宏大，但因為種種因素而只能連載一年半。

## 衍生作品

### 舞台劇
《奇子》的改編舞台劇於2019年7月14日、15日在茨城縣水戶藝術館ACM劇場演出，7月19日至28日於東京紀伊國屋大廳演出、8月3日、4日在大阪產經大廳演出。天外仁朗由五關晃一飾演，奇子由駒井蓮飾演。

### 重製版漫畫
重製版漫畫《亞夜子》由九部玖凜負責作畫，單行本全3集。

## 外部連結
- Ayako（漫畫）在動畫新聞網百科全書中的資料（英文）
- Ayako at TezukaOsamu.Net （日語）
- Ayako at TezukaOsamu@World（页面存档备份，存于）
- http://tezukainenglish.com/?q=node/44&PHPSESSID=77389db1752ff1f1c6fd0e86e5c04628（页面存档备份，存于）